# Кирил Петков
Вижте пояснителната страница за други личности с името Кирил Петков.
Кирил Петков Петков е български политик, икономист и предприемач. От 12 май 2021 до 16 септември 2021 г. е министър на икономиката в първото служебно правителство на Стефан Янев. От септември 2021 г. е един от лидерите на новосформирания политически проект „Продължаваме промяната“ и водач на листите за Пловдив-град и София 24 МИР за парламентарните избори на 14 ноември 2021 г. Избран е за народен представител в 47-ото народно събрание. От 13 декември 2021 г. до 2 август 2022 г. е министър-председател на България.
За участие и в парламентарните избори поради липса на време да регистрират партия търсят мандатоносител и сключват споразумение с партиите „Волт“ и „Средна европейска класа“. На 24 септември 2021 година ЦИК регистрира коалиция „Продължаваме промяната“, представлявана от Кирил Петков и Асен Василев. Тя печели вторите предсрочни и трети за годината парламентарни избори в България на 14 ноември 2021 г., получавайки 673 170 гласа (съответно 25,67%).

## Ранни години и образование
Роден е на 17 април 1980 година в Пловдив, но израства в София, където родителите му са учители. Майка му преподава литература, а баща му Петко Петков – биология. Едната страна на семейство му е от село Соколово, Ловешко, а другата – от село Грамаде, Дупнишко, като в детството си прекарва време и на двете места при свои баби и дядовци.
Кирил учи в софийското Седмо училище. Родителите му емигрират в Канада през 1994 г., а той отива при тях след като завършва 7-и клас. Живее с родителите си във Ванкувър. Завършва финанси в Университета на Британска Колумбия във Ванкувър и магистратура по бизнес администрация в Харвардския университет, където е класиран в челните 10% между завършилите неговия випуск. Един от неговите преподаватели е професор Майкъл Портър, при когото специализира в развитието на клъстерни стратегии. Той е един от основателите на Центъра за икономически стратегии и конкурентоспособност към СУ „Св. Климент Охридски“, асоцииран към Харвардския университет. В Центъра води курсове по икономическо развитие и микроикономика на конкурентоспособността.

## Кариера
Работи за „Маккейн Фудс“, канадска компания за производство на замразени храни. Развива проекти в областта на иновациите с висока добавена стойност. Неговата фирма „Провиотик“ притежава няколко патента по биотехнологии в САЩ.
На 11 януари 2017 г. е избран в Изпълнителния съвет на новосъздадената партия „Да, България!“.
От 12 май 2021 до 16 септември 2021 г. е министър на икономиката в първото служебно правителство на Стефан Янев.
На 19 септември 2021 г. заедно с Асен Василев представя новия си политически проект „Продължаваме промяната“. Като част от него Петков е кандидат за народен представител и участва в парламентарните избори на 14 ноември 2021 г. като водач на листите на коалиция „Продължаваме промяната“ в два многомандатни района. Избран е за народен представител в 47-ото народно събрание.

## Министър-председател на България
На 13 декември 2021 г. е избран за министър-председател на Република България от 47-ото Народно събрание със 134 гласа „за“, 104 „против“ и 0 „въздържал се“. На 27 юни 2022 г. подава оставка след успешен вот на недоверие, внесен от ГЕРБ след оттеглянето на партията на Слави Трифонов „Има такъв народ“ от управляващата коалиция. Кабинетът „Петков“ предава властта на служебното правителство на Гълъб Донев на 2 август 2022 г. след неуспешен опит на „Продължаваме промяната“ да състави нов кабинет с кандидат за премиер Асен Василев.

## Обществена дейност
През 2018 година Петков създава за българските студенти от природонаучните дисциплини Центъра за приложни изследвания и иновации в природните науки (CASI) в Биологическия факултет на Софийския университет. Центърът е отворен за студенти, които са записали магистратура по биология, микробиология, молекулярна биология, химия, фармация, биотехнологии, както и за докторанти.

## Критики и противоречия
През 2018 г. е разпространена новината, че Кирил Петков заедно с баща си Петко Петков координира на място спасителната операция за алпиниста Боян Петров в Хималаите; след приключването ѝ Кирил Петков казва, че парите са платени от приятели на Боян и дарителската сметка, която жена му Радослава Ненова е направила, и благодари на българските институции, които денонощно са били на линия, на Китай и Непал. Мнението на Ненова за мястото им в операцията се различава от тяхното, подчертавайки, че много хора са помагали и че името на Боян Петров не трябва да се въвлича в политиката.
На 27 октомври 2021 г., по искане на 55 народни представители от 46-ото народно събрание, Конституционният съд взема решение с 11 гласа (и с 1 особено мнение по допустимостта на искането на Георги Ангелов), че назначаването на Кирил Петков за министър противоречи на Конституцията, тъй като по това време той е бил и гражданин на Канада.
По време на президентските и парламентарните избори в България на 14 ноември 2021 година Кирил Петков е глобен от Централната избирателна комисия за агитация в изборния ден, тъй като обявява пред камера за кой кандидат-президент е гласувал и за коя политическа партия.
На 25 юни 2025 избухва скандал след като районният софийски кмет на кв. "Люлин",  Георги Тодоров  и софийският районен кмет на кв. "Младост" Георги Кукрин, обвиняват Иван Модев (началник -кабинет в кабинета "Денков" ") в лобиране за определени фирми за обществени поръчки с цел корупция. Впоследствие Тодоров и Кукрин се отделят от групата на ПП-ДБ и става независими. Те са подкрепен в своите твърдения от Димитър Шалъфов, общински сътветник от ПП-ДБ и областен координатор за район "Витоша". Всички те се отделят от общинската група. В медийното пространство се появява и запис на който Тодоров и Модев водят разговор за корупционни практики, засягащи определени фирми. Междувременно Емил Бранчевски, софийски кмет на район "Илинден" пък обвинява Петков, че му е оказал натиск да спре разрушаването на циганските постройки  и го е заплашвал с духовно унищожение (самият Петков твърди, че  е помолил Бранчевски само да изчака да мине Великден преди да бута постройките). Петков решава да поеме лична отговорност за лошата кадрова политика на ПП в София и подава оставка като съпредседател на ПП и като депутат 

## Съдебни дела
На 10.01.2024 СГС осъжда Кирил Петков да плати 50 000 лева на Слави Трифонов  за претърпени неимуществени вреди заради обидни квалификации - при оттеглянето на ИТН от кабинета на четворната коалиция на 13.06.2022 няколко пъти публично нарича ИТН „мафия“. На 18.01.2025 Апелативният съд отменя решението на СГС и определя на Трифонов да плати 1000 лева съдебни разноки.
На 10.01.2025  прокуратурата повдига обвинение на Кирил Петков за извършено  длъжностно престъпление. То засяга превишаване на пълномощията му по отношение на незаконният арест на бившия премиер Бойко Борисов, бившият финансов министър Владислав Горанов и Севдалина Арнаудова. В тази връзка на Петков е поискан имунитета и той се отказва от него.
На 28.03.2025 прокуратурата повдига обвинение на Кирил Петков за принуда над Александър Йоловски. Определена му е гаранция от 10 000 лева

## Семейство
Петков е женен за канадката Линда Кристин Макензи, като двамата имат три дъщери – Ванеса, Ема и Ана.